# Білогородка (Бучанський район)
Білогоро́дка (до середини XIII століття місто Білгород) — село в Україні, у Бучанському районі Київської області. Центр Білогородської сільської громади, до складу якої входить десять сіл.

## Географія
Село Білогородка розташоване на правому березі річки Ірпінь, за 8 кілометрів на захід від Києва та за 22 кілометри від центру столиці, а також за 8 км від пасажирського залізничного зупинного пункту Тарасівка.

## Історія
Територію сучасної Білогородки було заселено здавна. У селі було виявлено залишки пізньотрипільського поселення (III тисячоліття до н. е.), могильник епохи бронзи (II—І тисячоліття до н. е.), посуд зарубинецької культури (II ст. до н. е.—II ст. н. е.). У VII—IX століттях тут існувало слов'янське поселення, де згодом виникло місто Білгород-Київський.

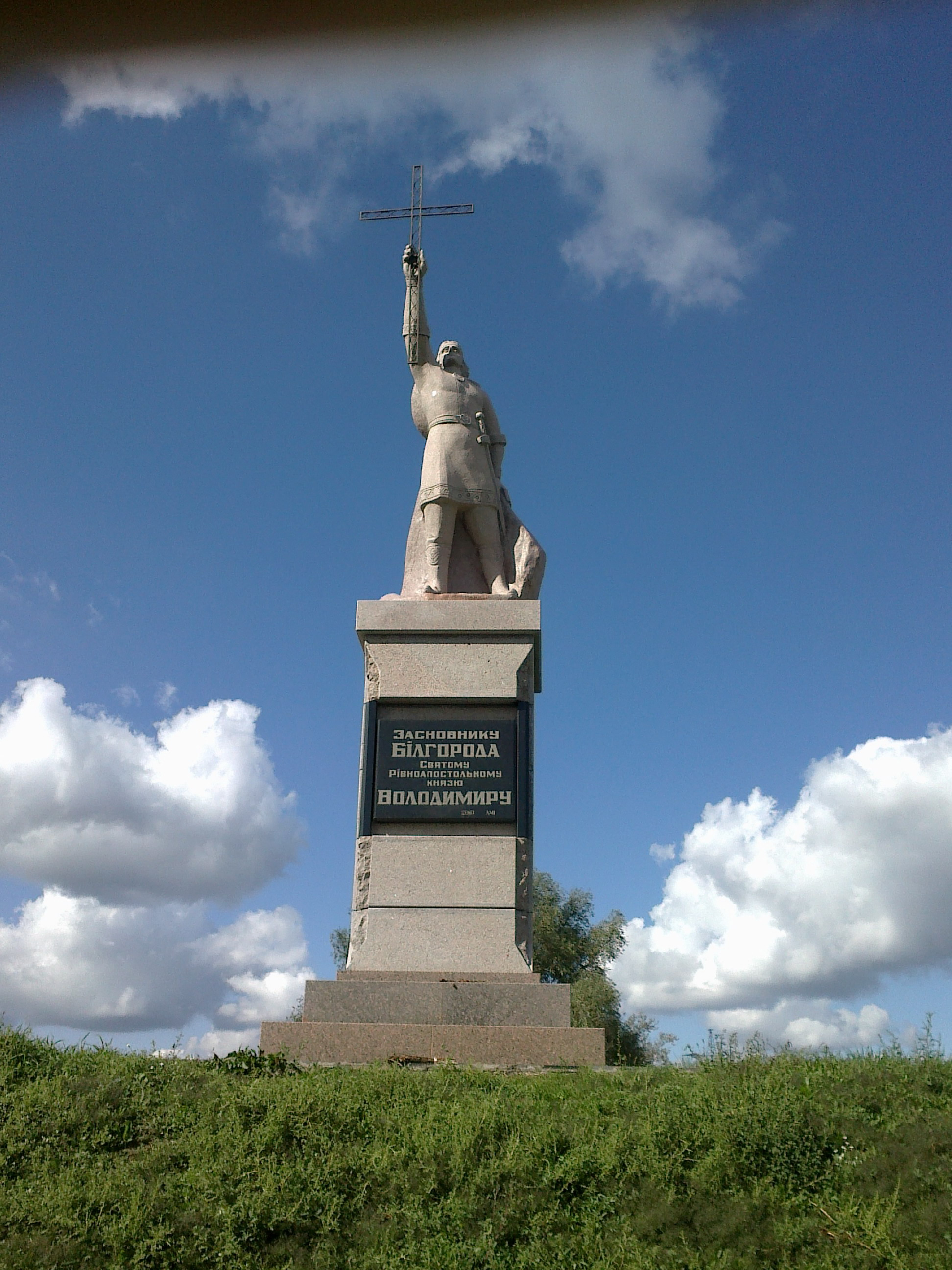
Пам'ятник князю Володимиру

Білогородка була одним з пунктів у системі оборони від нападів кочівників. Уперше згадується він в літопису під 980 роком. На той час місто з прилеглими землями знаходилось в особистому володінні великого князя київського Володимира Святославича, тут розташовувався князівський палац.
991 року в Білгороді було збудовано фортецю, і місто стало одним з найміцніших форпостів в обороні Київської Русі від кочовиків. Розкопками Вікентія Хвойки у 1909—1910 роках та Інституту археології АН УРСР у 1947 році виявлено фортифікаційні споруди з цегли, дерева і землі, кам'яні фундаменти двох храмів, а також багато окремих знахідок, що свідчать про високий рівень господарства, техніки і культури Русі XI—XIII століттях. На той час площа дитинця Білгорода становила близько 10 га, а всіх міських укріплень — близько 85 га. Білгород був місцем перебування єпископа і тимчасовою резиденцією київських князів.
Залишки давнього Білгорода добре збереглися. Дотепер на березі Ірпеня можна бачити його потужні укріплення — глибокий рів та вал заввишки 10—12 метрів, що мав досить складну конструкцію з дерев'яних зрубів, заповнених цеглою-сирцем. Рів і вал оточували місто, яке займало площу понад 120 га. Білгород був одним із найбільших міст Русі і за своїм розміром перевищував такі давньоруські міста, як Чернігів, Переяслав, і не поступався перед багатьма середньовічними західноєвропейськими столицями.
Під захистом фортеці поруч з князівським палацом і хоромами бояр та дружинників селилися ремісники і торговці. У XI—XII століттях Білгород був значним ремісничо-торговим центром. Він стояв на торговому шляху, що йшов з Києва до Галичини, Польщі й далі на захід. На території давнього міста розкопано гончарне горно, косторізну, ковальську та інші ремісничі майстерні. Полив'яні плитки, виготовлені білгородськими майстрами, відзначалися складною орнаментацією. Білгород відігравав значну роль і в політичному житті Київської Русі. Він був тимчасовою резиденцією київських князів і місцем перебування єпископа. Білгородом намагалися оволодіти князі, які претендували на київський престол.
На початку XII століття Володимир Мономах посадив у Білгороді свого старшого сина Мстислава Великого з наміром зробити його згодом великим князем. Претендуючи на київський престол, у 1151 році місто прагнув захопити князь Юрій Долгорукий. Під стінами Білгорода не раз відбувалися бої, які вирішували долю Київської держави. Один з епізодів тривалої боротьби з печенігами відбито в легенді про «білгородський кисіль», записаній у літописі за 997 рік. У ній розповідається, як печеніги, скориставшись відсутністю Володимира Святославича, обложили Білгород. У місті почався голод. За порадою винахідливого городянина жителі викопали два колодязі, в один з них опустили діжку з киселем, у другий — з медом і почастували ними запрошених печенізьких послів. Повіривши, що сама земля годує білгородців, печеніги зняли облогу.
Про другий невдалий похід печенігів, яким завдали тут поразки дружини богатирів Олешка Поповича та Яна Усмошвеця, розповідається в літопису за 1004 рік. У 1136 році під стінами міста відбувся бій з половцями, під час якого останні були розбиті. Білгород являв собою значний культурний осередок Київської Русі. Виявлені тут житла XI—XII століть відрізнялися від звичайних будинків того часу більшими розмірами, складалися не з одного, а з двох приміщень, стіни їх нерідко були облицьовані різнокольоровими полив'яними плитками. Про велич і красу давнього Білгорода дають уяву залишки двох кам'яних храмів, зокрема церкви Дванадцяти апостолів, збудованої 1197 року. Підлога церкви була покрита різно-кольоровими полив'яними плитками, а бані — свинцевими листами. Дотепер збереглися залишки стінного фрескового розпису золотом.
Велике квітуче місто було вщент зруйноване під час монголо-татарської навали у 1240 році. Через деякий час воно відродилося.

### Російсько-українська війна
Після захоплення Гостомеля, Бучі та частини Ірпеня російські війська продовжили наступ на південь, попрямувавши в села Дмитрівка та Стоянка. Успішно захопивши ці населені пункти, вони поставили собі за мету стратегічно важливий населений пункт — село Білогородку. Взяття цього села могло б відкрити шлях на Київ із західного напрямку та ускладнити українській стороні оборону столиці.
Наступ на Білогородку розпочався в умовах складної місцевості. Російським військам довелося долати серйозні перешкоди, такі як Житомирська траса та річка Ірпінь. Ці перепони значно уповільнили їхнє просування. Крім того, вони стикнулися зі стародавніми валами міста Білгорода-Київського, які разом із лісистим рельєфом стали природними укріпленнями для української сторони.
Варто зазначити, що періодично в Білогородку висаджувалися невеликі групи десанту, а іноді в селищі перебувала озброєна ДРГ, що створювало додаткові труднощі для українських сил.[джерело?]
Перший російський штурм був спрямований на ліс на північ від Білогородки. Контроль над лісом міг би дозволити військам закріпитися і використовувати його як плацдарм для подальшого наступу на приватні сектори селища. Водночас частина російських сил намагалася прорватися до західних частин Білогородки, у бік приватних будинків. Проте тут наступ було зірвано: українські сили швидко завдали удару по наступаючих, і росіяни зазнали значних втрат, відступивши майже одразу. У лісі почалися запеклі бої, включаючи танкові бої, що велися за кілометр від лісу. Незважаючи на наполегливість російських військ, українські сили досить швидко вибили їх із лісу завдяки технічній та логістичній перевазі.[джерело?]
Після цього українська армія почала контрнаступ, витісняючи російські війська не лише з лісу, а й із прилеглих територій. Завдяки успішним діям українських сил та своєчасному підкріпленню вдалося стабілізувати фронт, таким чином росіян було відкинуто до Житомирської траси, яка проходила на північ від Білогородки. 
Згодом розпочалося поступове звільнення Київської області, і російські війська повністю залишили цей регіон.

## Білгород
Поіменно відомо чотири древлянських міста: Іскоростень, Овруч, Олевськ, Малин. Проте є і п'яте древлянське місто X століття — Білгород, земельна столиця Святослава Володимировича, сина Володимира і Малфреди Чеської. Правда, літопис приховує цей ранг Білгорода, заради чого в статті 988 року, де мова йде про роздачу Володимиром князювань синам, згадує земельні столиці, куди посаджені всі сини, крім Святослава. Про нього ж ухильно сказано, що він посаджений батьком у Древлянській землі. Та академіку Рибакову вдалось розгадати, що Святослав Володимирович княжив саме в Білгороді. Подібно до Любеча, древній Білгород став селом.

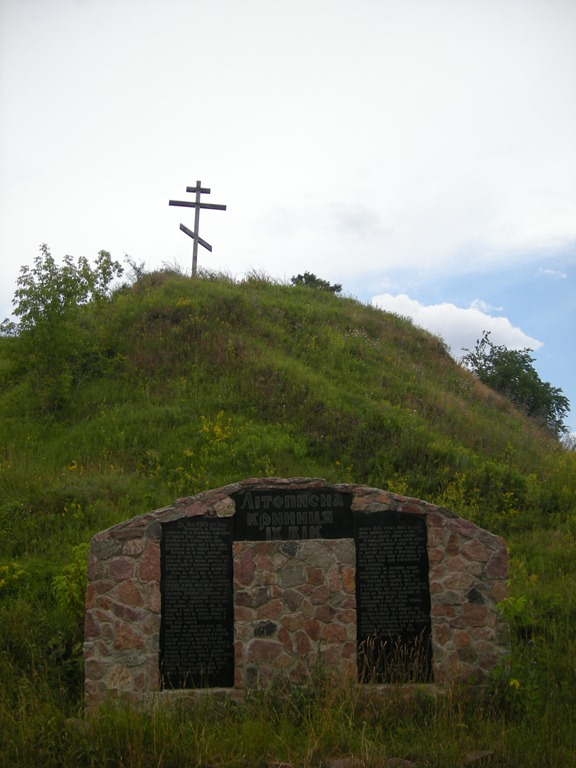
Літописний Білгород
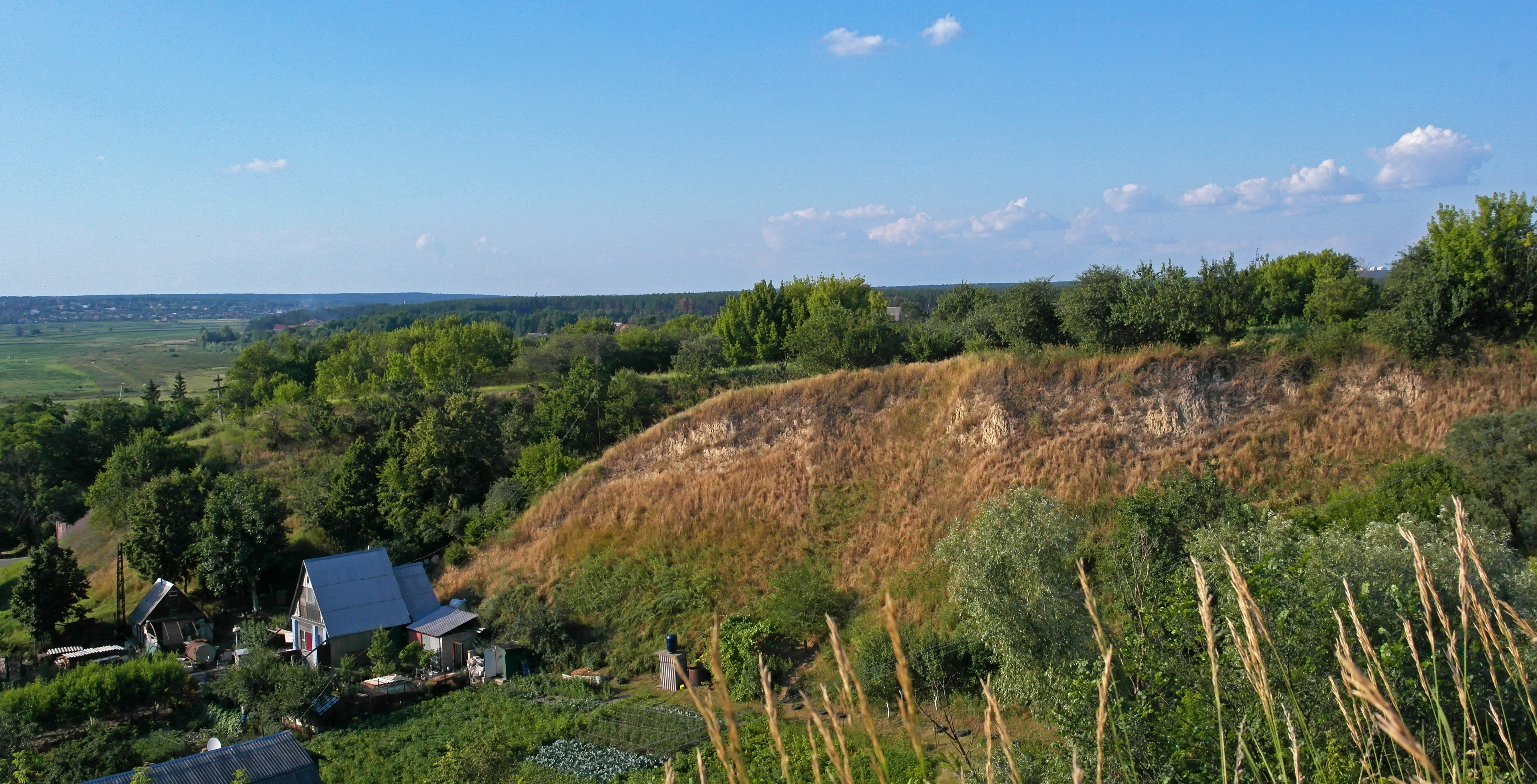
Пам'ятка природи геологічна Білогородський горб
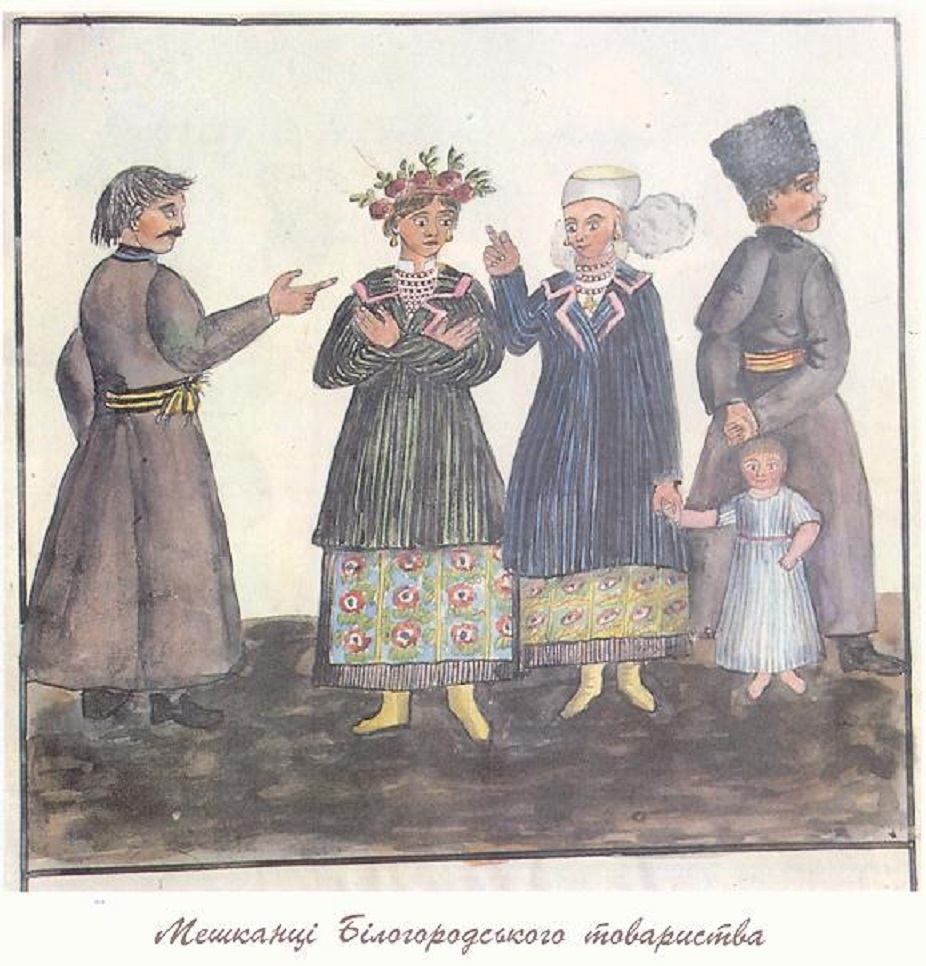
Мешканці Білогородського товариства (мал. П'єра Де ля Фліза (1848))
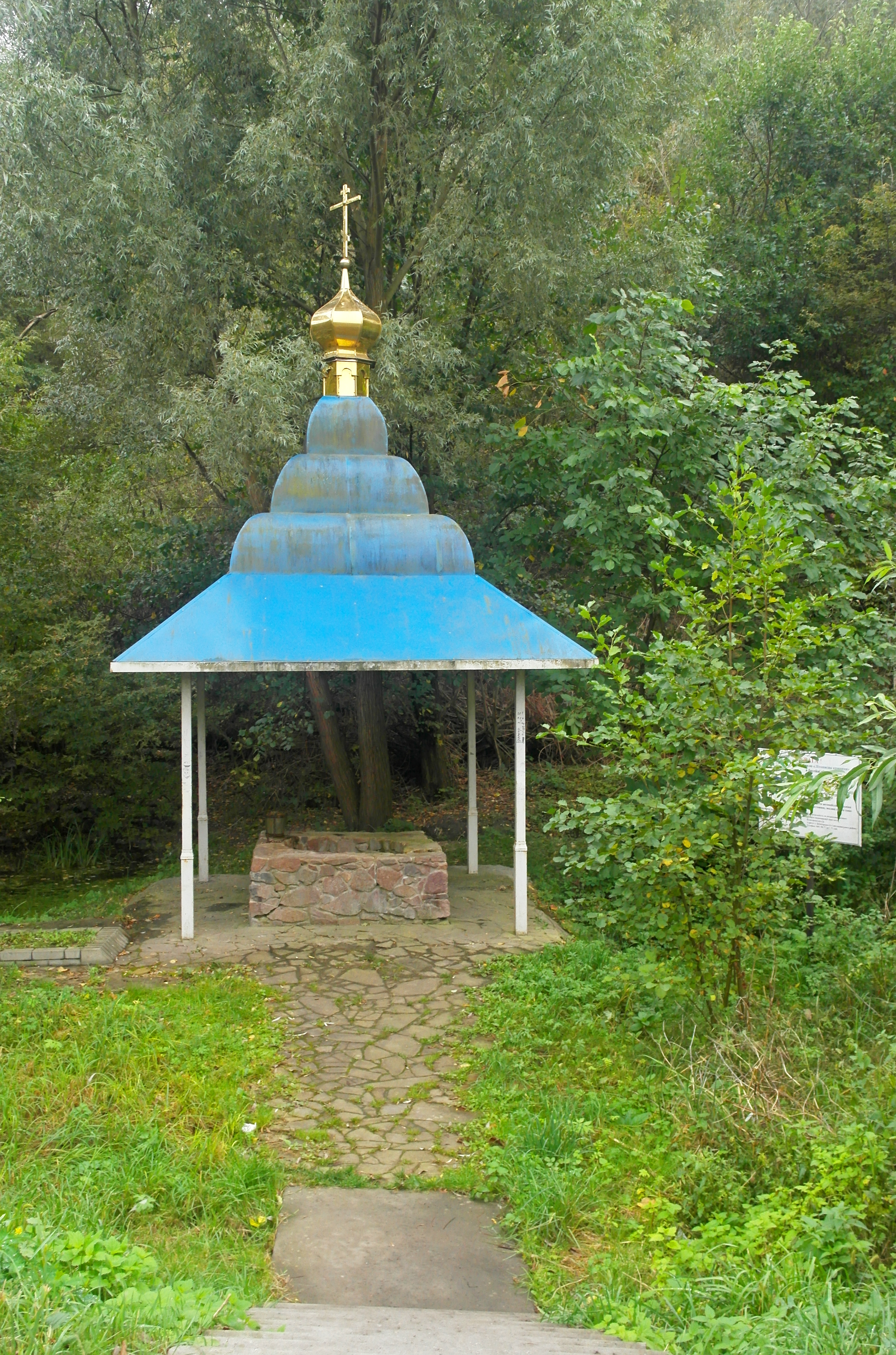
Літописний колодязь у Білогородці
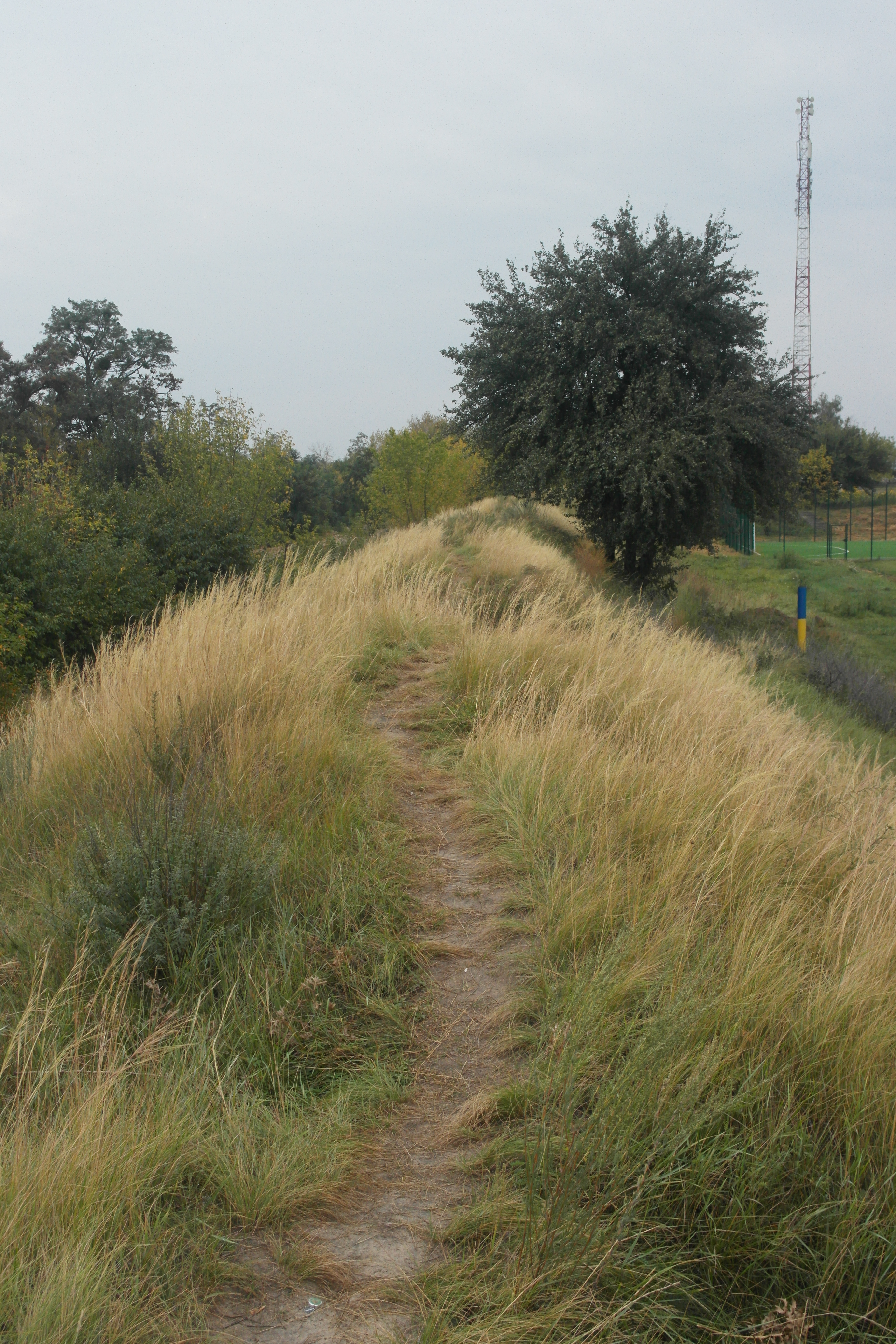
Вали літописного Білгорода
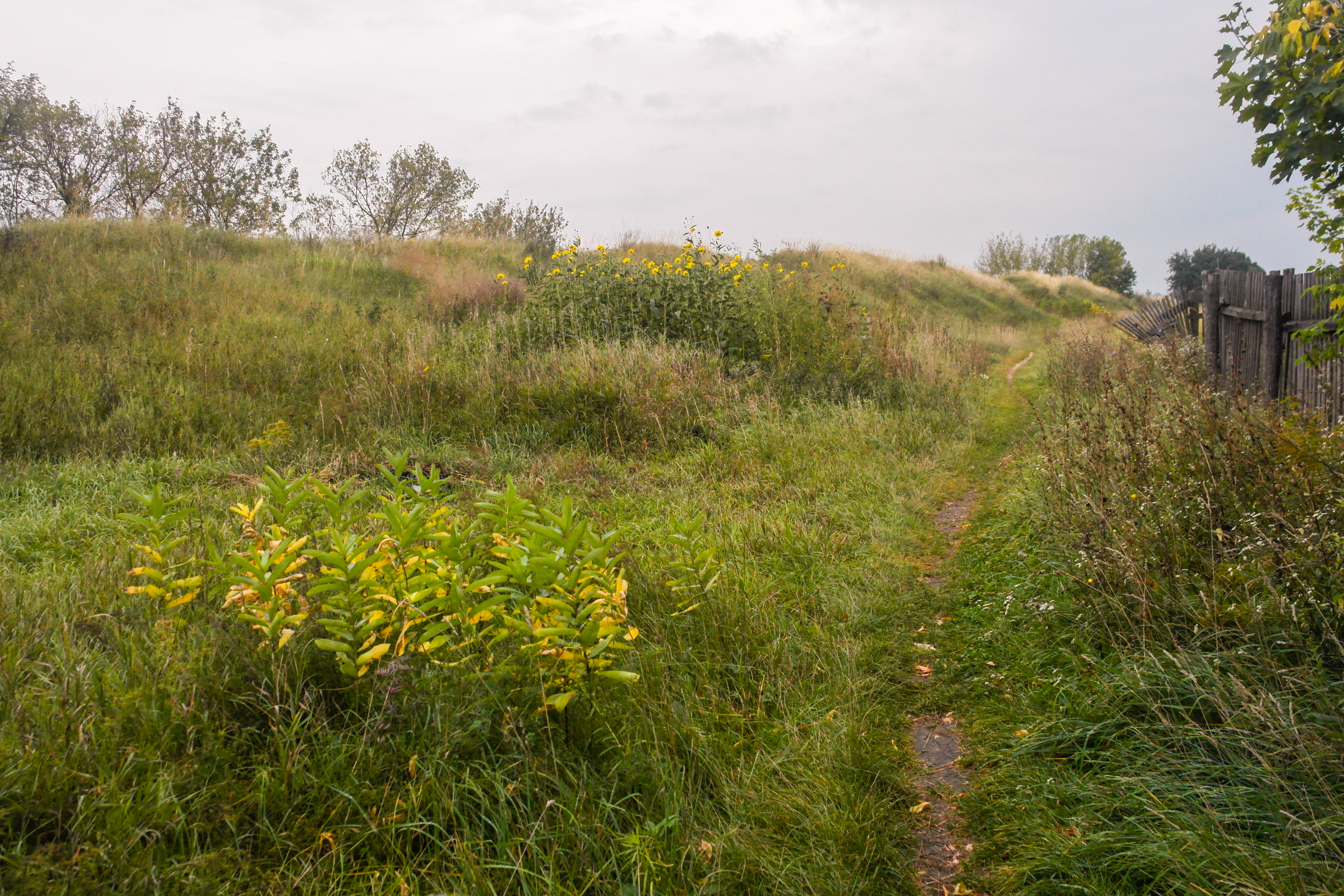
Пам'ятка природи ботанічна Білогородський вал

## Вали древлянського Білгорода
Висота валів становить приблизно 60 метрів, ширина валів така, що по верху їх йшла колись дорога. Наймогутніший і найкрутіший вал дитинця — з південної сторони. З валів відкривається велична панорама — древня дорога на захід вела колись у Чехію, а з півдня приходили печеніги. Під стінами дитинця тече річка Ірпінь. Валами оперезані не тільки дитинець Білгорода, але і посад. Всередині посадських валів знайдені дерев'яні зруби, туго набиті сирцем. Будинки древлянського міста X століття давно зникли, але вали Білгорода стоять і понині.
Під Білгородкою російські окупанти в ході вторгнення в Україну у лютому-березні 2022 року, вперше дізнались про історію Київської Русі на власному досвіді. Орківська техніка не змогла форсувати Змієви вали. Давньоруським оборонним системам проти Орди понад 2000 років.

### Періоди Литовський та Речі Посполитої
Після битви на Синіх Водах 1362 року Білгород опинився під владою Великого князівства Литовського та згадувався у джерелах від XIV століття як західний оборонний форпост Києва.

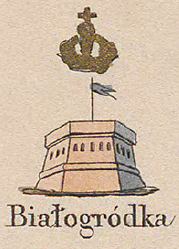
Білогородка на мапі Зигмунда Герстмана

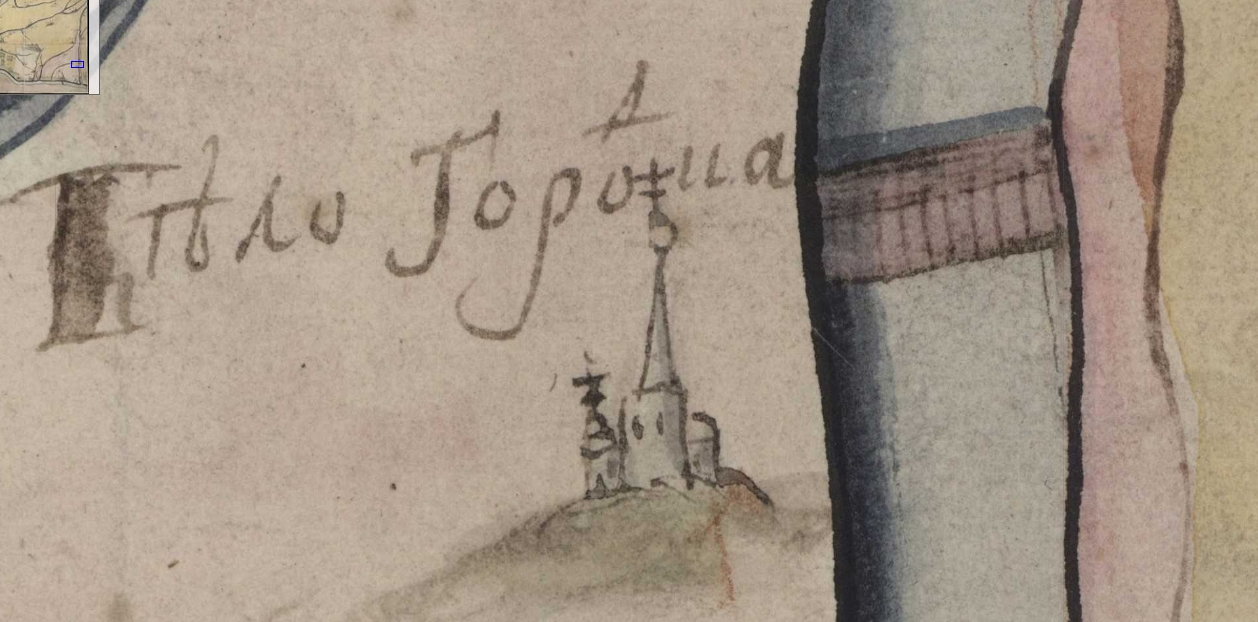
Білогородка на мапі XVIII століття

Через місто пролягав Білгородський гостинець, тож навесні 1474 року попри нього подорожував венеціанський посол Амброджо Контаріні, який занотував у подорожньому щоденнику, що після Житомира (Aitomir) потрапив до Beligraoch, «білого замку» (Caſtello biancho), де була королівська стація (la ſtátia de la maieſta del Re). У наступній нотатці Контаріні розповідає про те, як у місцевості, названій Chio чи Magraman, був прийнятий, вочевидь, першим литовським воєводою Києва ― Мартином Гаштовтом. Від тих часів поселення дедалі менше нагадує місто, інколи його називають селом, а у довідниках кінця XIX століття стосовно нього вживають обидва топоніми одночасно ― Білгород і Білгородка.
16 жовтня 1604 року у селі зупинялося українсько-польське військо, яке 20 червня 1605 року захопило Москву.
Певний час маєтність Білогородки посідали князі Острозькі, після них — князі Корецькі. Потім від останніх Білогородка перейшла в посідання київського каштеляна Максиміліяна Бжозовського.

### Повстання Богдана Хмельницького
Через місто на початку 1649 року проїжджала «комісія у справах козаків» — де-факто дипмісія — на чолі з Адамом Киселем. Тут посланці короля взнали, що кияни не хочуть пускати їх до свого міста. До Білогородки на таємні перемовини з А. Киселем приїжджав з Києва митрополит у супроводі кількох ченців.

## Київський укріплений район
На межі двадцятих і тридцятих років минулого століття навколо Києва почалося будівництво укріплень на випадок війни з Польщею. Білгородка була найзахіднішою точкою першої лінії укріплень. Звідси й до Юрівки фронт укріплень не був прикритий річкою. На території Білогородської сільської громади ширина першої лінії укріплень найбільша. Відстань від передових до тилових ДОТів складає 8 км. На території сільської громади розташована сотня ДОТів, на території власне села — два десятки. Майже всі вони відносились до двадцятого батальонного району оборони, найпівнічніші — до третього. Сім з них оголошені пам'ятками історії. Тільки у двадцятому батальонному районі оборони використовувались кулеметні гнізда типу «Барбет»

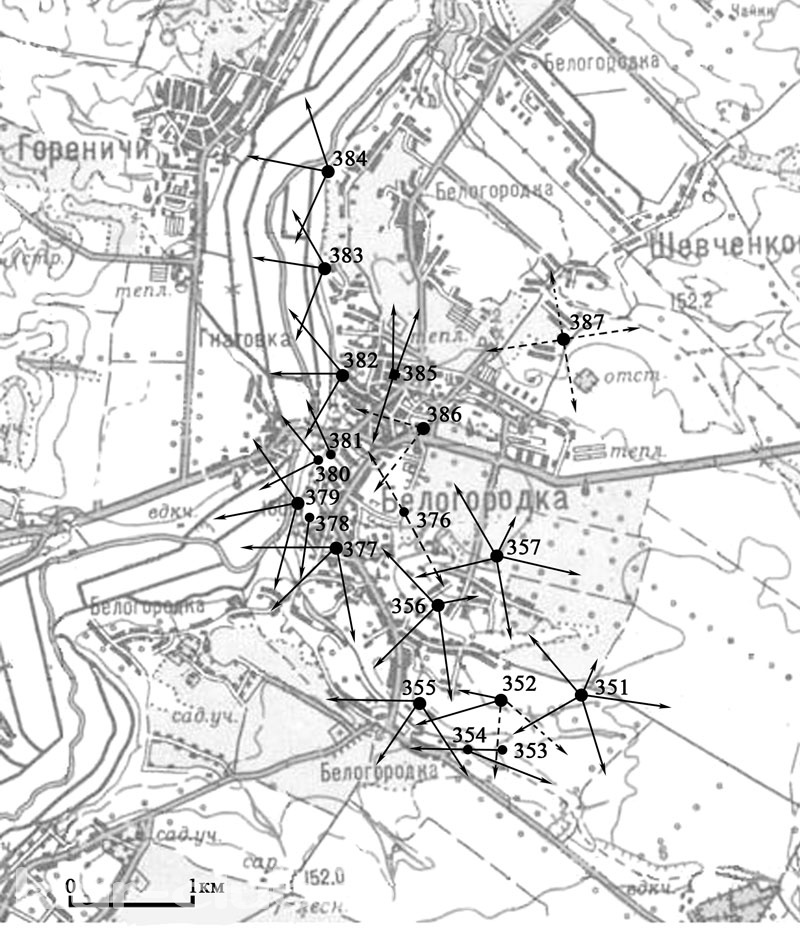
Схема двадцятого батальонного району оборони
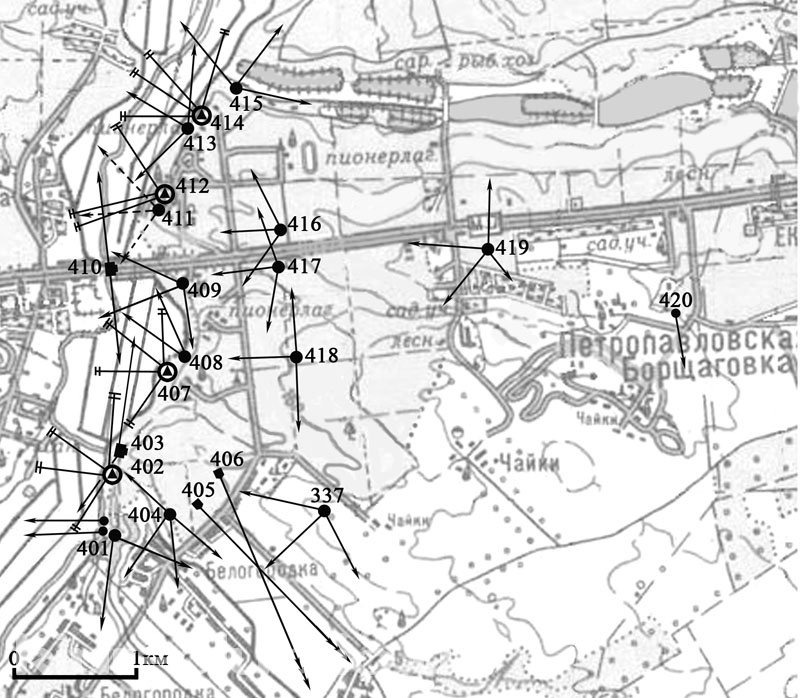
Схема третього батальонного району оборони
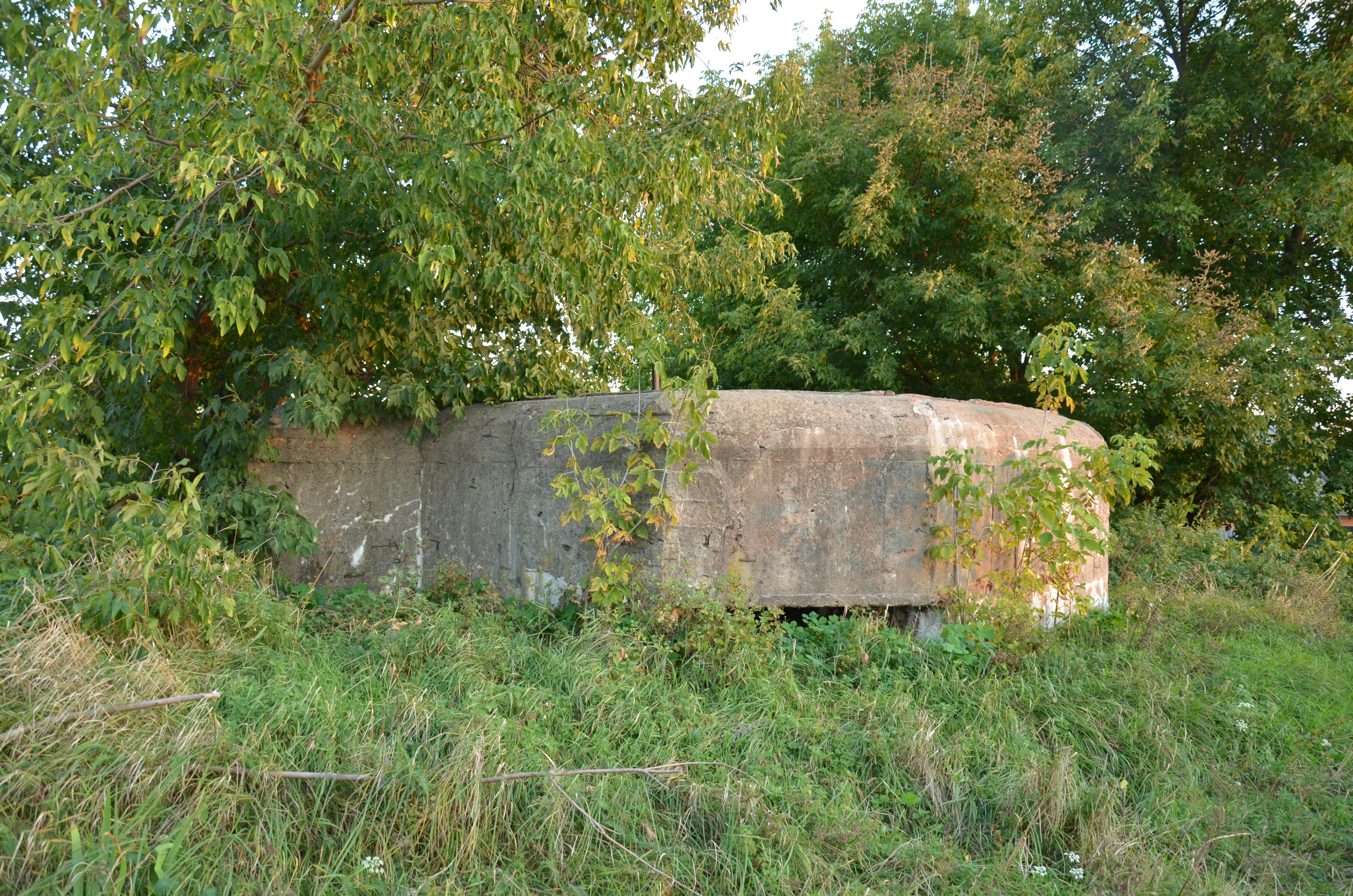
ДОТ № 356
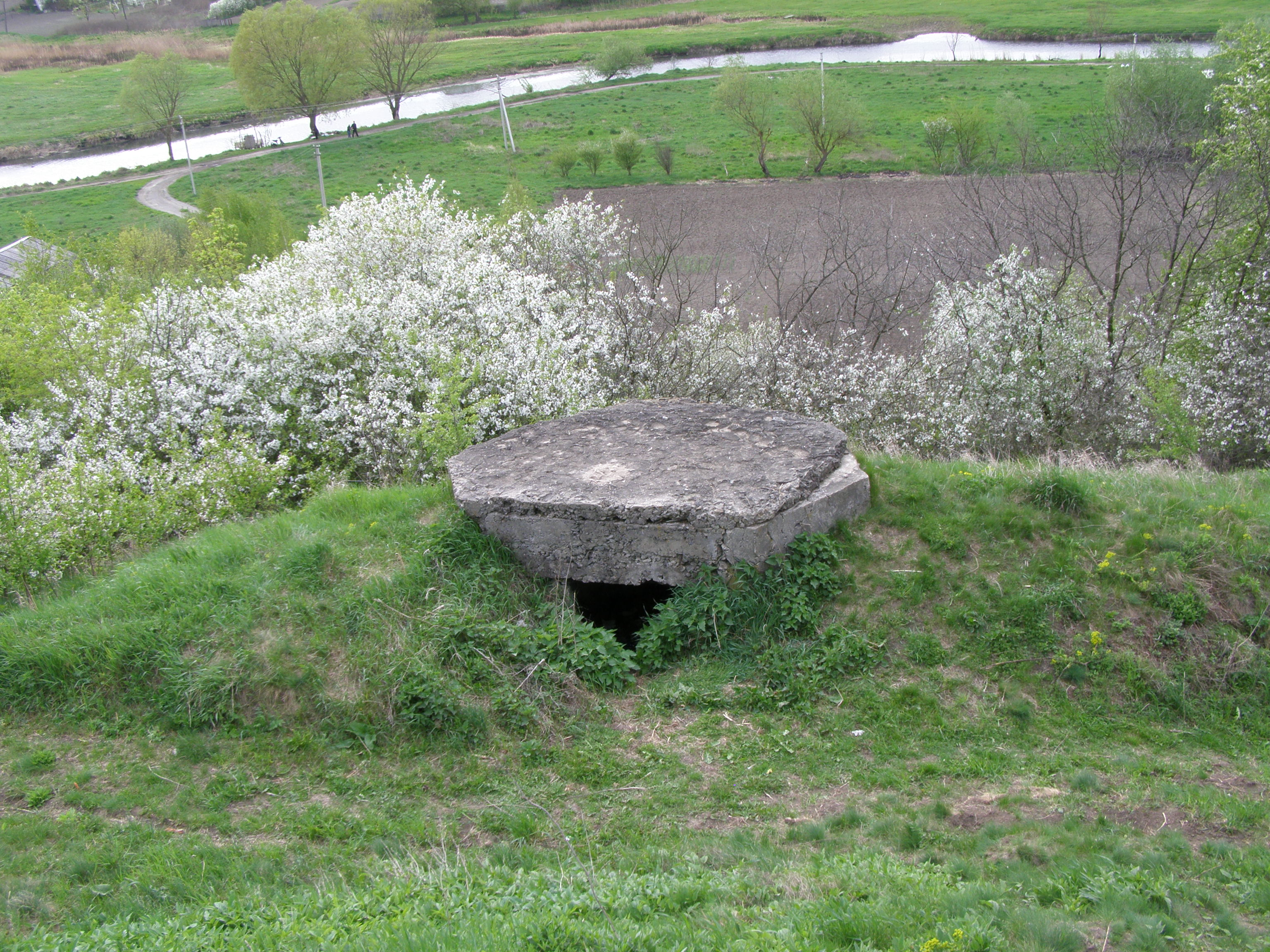
кулеметне гніздо типу «Барбет» №380
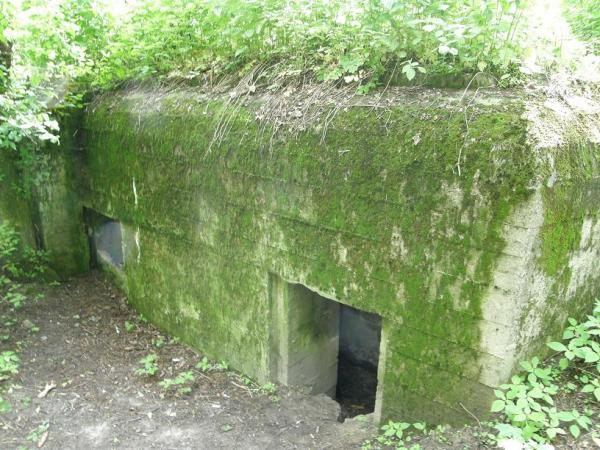
ДОТ № 404
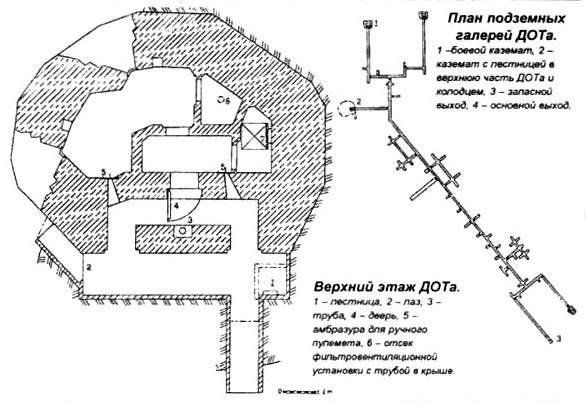
Схема ДОТу №402 типу "Міна"

## Населення
Згідно з переписом УРСР 1989 року чисельність наявного населення села становила 5954 особи, з яких 2748 чоловіків та 3206 жінок. За переписом населення України 2001 року в селі мешкала 5871 особа.

### Мова
Розподіл населення за рідною мовою за даними перепису 2001 року:
| Мова       | Відсоток |
| ---------- | -------- |
| українська | 96,75 %  |
| російська  | 2,86 %   |
| білоруська | 0,20 %   |
| гагаузька  | 0,09 %   |
| німецька   | 0,03 %   |
| вірменська | 0,02 %   |

## Релігія
20 листопада 2007 року в селі було освячено церкву на честь архістратига Михаїла. Церкви тривалий час в селі не було. Після німецько-радянської війни зібралася громада і почалися проводити богослужіння в одній із хатин. Проте у 1960-ті роки і цей храм було закрито. Сучасне відродження почалося на початку 1990-х років, коли місцевій громаді для відправлення богослужінь було виділено одне з приміщень бібліотеки.
У селі також є діюча церква Православної церкви України та Парафія св. Володимира Української греко-католицької церкви (богослужіння відбуваються у каплиці за адресою: вул. Володимирська 60).
Дерев'яна церква існувала з 1780 року, за штатом відносилася до 5-го класу. Клірові відомості, метричні книги, сповідні розписи церкви Воскресіння Христового м-ка Білогородка (приписне с.* Ігнатівка) Київської сотні Київського повіту, з 1795 р. Київського повіту Київського нам., з 1797 р. Київського пов. і губ., ХІХ—ХХ століть Білогородської волості зберігаються в ЦДІАК України.

## Вулиці
В селі 24 вулиці: Володимирська, Житомирська, Олександра Саєнка, Жовтнева, Київська, Князя Володимира, Левадна, Набережна, Осіння, Різдвяна, Садова, Спаська, Ставкова, Франка, Шкільна, Пасічна, Чехова, Покровська, Лисинка, Красногірська, Полунична, Новоселиці, Абрикосова, Михайла Величка, Єдина, Зоряна.

## Пам'ятки
- Городище літописного міста Білгорода і могильник — пам'ятка національного значення № 100011-Н
- Братська могила воїнів Радянської Армії, які загинули в роки Великої Вітчизняної війни — пам'ятка місцевого значення № 438
- ДОТ № 356 — пам'ятка місцевого значення № 513/52-Ко
- ДОТ № 378 — пам'ятка місцевого значення № 513/53-Ко
- ДОТ № 380 — пам'ятка місцевого значення № 513/54-Ко
- ДОТ № 381 — пам'ятка місцевого значення № 513/55-Ко
- ДОТ «Міна» № 401 (402) — пам'ятка місцевого значення № 513/32-Ко
- ДОТ № 404 — пам'ятка місцевого значення № 513/33-Ко
- ДОТ № 406 — пам'ятка місцевого значення № 513/59-Ко

## Економіка
Тут зареєстроване, зокрема, ТзОВ «ЄВРО-АВТО-АЛЬЯНС».

## Спорт

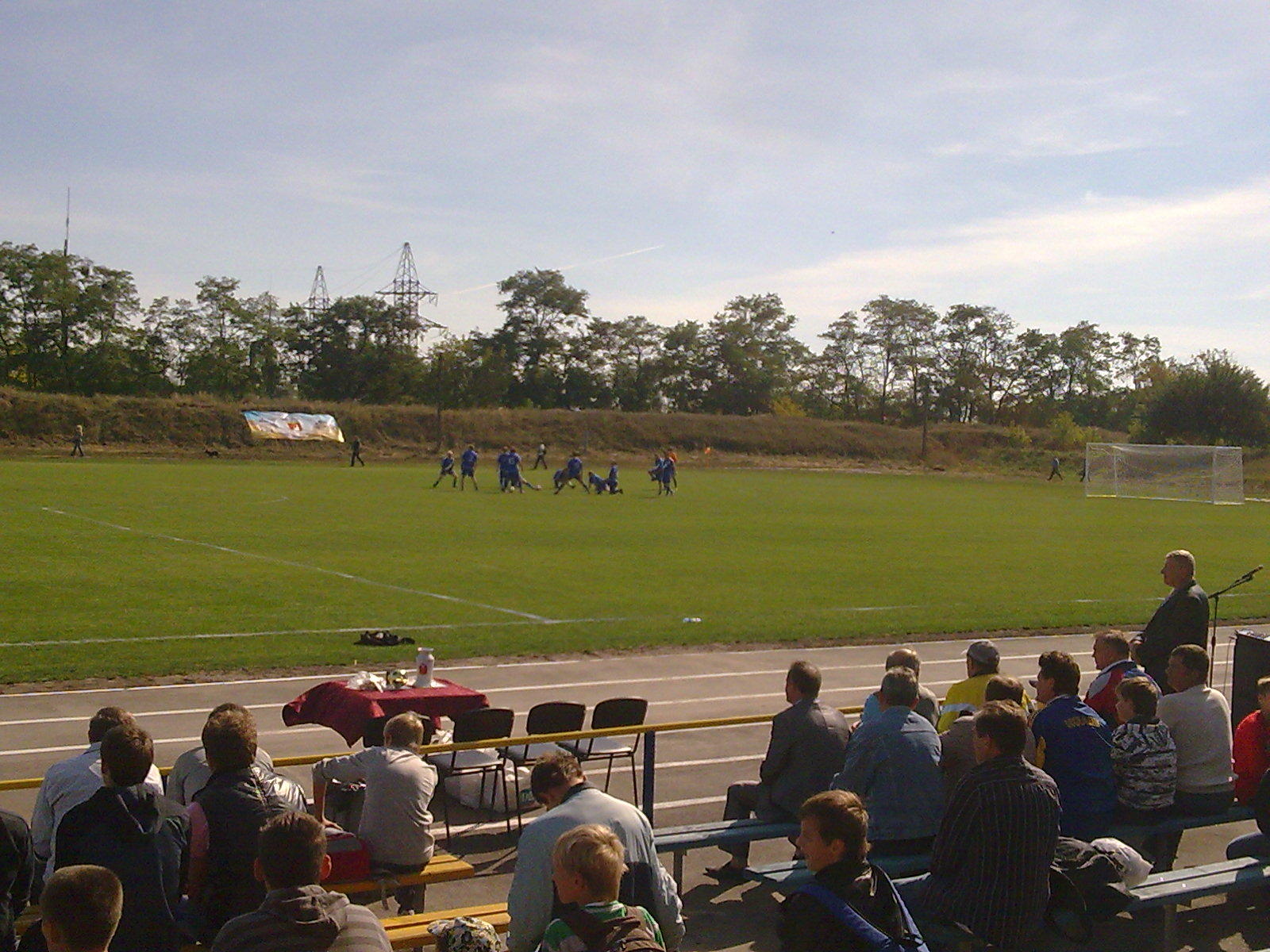
Ветерани ФК «Динамо» випробовують газон оновленого стадіону перед урочистим матчем

Міська рада докладає багато зусиль для розвитку футболу в селі. Сьогодні в селі функціонує дитячо-юнацька спортивна школа. Дитячі команди грають в чемпіонаті м. Києва. В Білогородці діє спортивний клуб «Олімп — 5», в якому є секція боксу, боротьби та тренажерний зал. Директор — А. Рискулов.
25 вересня 2010 року, в рамках святкування Дня села, було відкрито оновлений стадіон. На церемонію відкриття були запрошені ветерани футбольного клубу «Динамо» (Київ), які провели товариську зустріч з ветеранами ФК «Білогородка».
У лютому 2017 року був заснований дитячий футбольний клуб «Білгород Сіті», головним тренером і президентом якого став майстер спорту міжнародного класу з футзалу Юрій Усаковський, а спортивним директором і віце-президентом — Олексій Алексєєнко. Клуб стрімко розвивається і за 2017 вже налічує більше 100 дітей, та встиг вибороти золоті, бронзові медалі на престижному міжнародному футбольному турнірі Fragaria Cup 2017 у Словацькій Республіці, та бронзові медалі в Чемпіонаті Києва (діти 2007 року народження).
12 червня 2020 року Білогородська сільська рада об'єднана з Білогородською сільською громадою.
17 липня 2020 року, в результаті адміністративно-територіальної реформи та ліквідації Києво-Святошинського району, село увійшло до складу Бучанського району.

## Відомі особи

### Народилися
- Любимець Микола Клавдійович — офіцер Армії УНР[16]
- Саєнко Олександр Віталійович — солдат Збройних сил України, загинув у боях за Донецький аеропорт
- Удовиченко Володимир Петрович — славутицький міський голова
- Шевченко Сергій Григорович — інженер-геодезист, ліквідатор наслідків аварії на Чорнобильській АЕС
- Онищенко Олег Петрович (1987—2015) — доброволець ДУК, учасник російсько-української війни[17]
- Мнишенко Михайло Якович — Герой Радянського Союзу
- Печений Микола Миколайович  — Герой Радянського Союзу

## Місто-партнер
Тиреше, Швеція